# Odontophrynus cordobae
Odontophrynus cordobae é uma espécie de anfíbio  da família Odontophrynidae.
É endémica da Argentina.
Os seus habitats naturais são: regiões subtropicais ou tropicais húmidas de alta altitude, matagal húmido tropical ou subtropical, campos de altitude subtropicais ou tropicais, rios, áreas rochosas, pastagens, florestas secundárias altamente degradadas e áreas agrícolas temporariamente alagadas.
Está ameaçada por perda de habitat.